# Eupithecia jinboi
Eupithecia jinboi är en fjärilsart som beskrevs av Inoue 1976. Eupithecia jinboi ingår i släktet Eupithecia och familjen mätare. Inga underarter finns listade i Catalogue of Life.